# Srgjan Kerim
Srgjan Kerim (en macédonien Срѓан Керим), né le 12 décembre 1948 à Skopje, est un diplomate et homme politique macédonien qui fut le président de la 62e Assemblée générale des Nations unies du 18 septembre 2007 au 15 septembre 2008. Antérieurement, il fut ministre des Affaires étrangères de la Macédoine en 2000 et 2001, puis il fit fonction d'ambassadeur macédonien auprès des Nations unies de 2001 à 2003.

## Biographie
Il étudia les sciences économiques à l'université de Belgrade, puis obtenant son diplôme il devint professeur d'économie international ; il est devenu docteur en 1982. Pendant la deuxième moitié des années quatre-vingt, les dernières années de Yougoslavie, il était ministre des relations économiques étrangères de la république fédérée de Macédoine et de 1989 à 1991 le ministre adjoint et de porte-parole au Ministère fédéral des affaires étrangères de la fédération entiere, jusqu'à dissolution de la Yougoslavie. Il représente son pays nouvellement indépendant comme ambassadeur en Allemagne de 1994 à 2000, agissant également comme ambassadeur en Suisse et en Liechtenstein, avant devenir ministre des Affaires étrangères.
Il travaille aussi comme vice-président de Copechim France à Paris de 1992 à 1994. Selon MRT (ratio-télévision macédonienne), Kerim parle (entre autres) anglais, allemand, français et italien. Il est marié et a trois enfants.
Au printemps 2007, Srgjan Kerim surgissait comme un candidat potentiel à la succession de la Présidente de l'Assemblée générale des Nations unies, Haya Rashed Al-Khalifa, à l'automne suivant. Dans le système d'alternance à la présidence entre les régions du monde, le poste devait revenir en effet aux pays d’Europe centrale et orientale qui ont choisi Kerim comme leur candidat commun. L'Assemblée générale l'élit à l'unanimité le 24 mai. Il commence à occuper son poste de Président de la 62e Assemblée générale le 18 septembre 2007.